# Fabiane dos Santos
Fabiane dos Santos (* 30. Mai 1976) ist eine ehemalige brasilianische Leichtathletin, die im 800-Meter-Lauf aktiv war.
Sie gewann die Silbermedaille bei den Südamerika-Meisterschaften der Junioren 1994 in Santa Fe. Bei den brasilianischen Meisterschaften 1995 wurde sie positiv auf das anabole Steroid Nandrolon getestet und für vier Jahre gesperrt. Sie profitierte aber von einer Änderung der IAAF-Regeln, wodurch sich die Sperre auf zwei Jahre verkürzte.
Nach ihrer Rückkehr steigerte dos Santos im Jahr 2000 in Barcelona ihre persönliche Bestleistung auf 2:01,70 Minuten. Im Februar 2001 verbesserte sie bei einem Hallenwettkampf in Stockholm den brasilianischen Landesrekord auf 2:00,98 Minuten. Kurz danach startete sie bei den Hallenweltmeisterschaften 2001 in Lissabon, erreichte aber nicht das Finale.
Im Juli 2001 stellte sie beim Herculis, dem Golden-League-Meeting in Monaco, auch im Freien mit 1:57,16 Minuten einen neuen brasilianischen Landesrekord auf. Mit dieser Zeit war dos Santos Zweite in der Weltbestenliste und galt als eine der Favoritinnen für die Weltmeisterschaften in Edmonton. Kurz davor stellte sich jedoch heraus, dass ein Dopingtest vom Mai positiv auf Testosteron war. Dos Santos wurde als Wiederholungstäterin lebenslang gesperrt und alle Ergebnisse ab Mai annulliert.